# Mehmed Emin Raouf Pacha
Mehmed Emin Raouf Pacha (en turc : Mehmed Emin Rauf Paşa), né en 1780 et mort en 1860, est un homme d'État ottoman qui devint grand vézir à deux reprises sous le règne de Mahmoud II puis trois sous celui d'Abdülmecid II.